# Mary Frances Lyon
Pour les articles homonymes, voir Lyon (homonymie).
Mary Frances Lyon est une généticienne britannique, née à Norwich le 15 mai 1925 et morte le 25 décembre 2014.
Elle est connue pour la découverte de l'inactivation du chromosome X.

## Biographie
Mary Frances Lyon est née à Norwich le 15 mai 1925. Elle est scolarisée dans un établissement secondaire (grammar school) de Birmingham. Elle s'intéresse à la biologie après avoir gagné des livres traitant du sujet. Elle entre au Girton College de l'université de Cambridge en 1943 et choisit la zoologie comme matière principale. L'université ne décernant pas encore de diplômes aux femmes, elle reçoit en 1946 un diplôme honorifique (titular degree). Elle entreprend un doctorat avec le généticien Ronald Aylmer Fisher et le poursuit à l'université d'Édimbourg avec Douglas Scott Falconer (en). Là, elle a parmi ses tuteurs, le biologiste du développement Boris Balinsky. Elle soutient sa thèse en 1950,,.
À partir de 1962 elle rejoint l'établissement de recherche atomique d'Harwell où elle reste jusqu'à sa fin de carrière. À part l'inactivation du chromosome X, elle a travaillé sur divers sujets dont les cellules souches et leur congélation.

## Découverte de l'inactivation du chromosome X
L'inactivation du chromosome X, ou lyonisation, correspond à l'inactivation d'un des deux chromosomes X chez la femme. Ce phénomène a lieu précocement, lorsque l'embryon est au stade des 64 cellules. Le chromosome X inactivé correspond alors au corpuscule de Barr. Mary F. Lyon a publié pour la première fois cette hypothèse en 1961 dans la revue Nature.

## Honneurs
- 1973 : Fellow de la Royal Society
- 1979 : Associée de la académie nationale des sciences
- 1984 : Médaille royale de la Royal Society
- 1994 : Prix Mauro-Baschirotto décerné par la Société européenne de génétique humaine (en)
- 1997 : Prix Wolf de médecine
- 1997 : Amory Prize de l'académie américaine des arts et des sciences
- 2004 : March of Dimes Prize in Developmental Biology
- 2006 : Prix Pearl Meister Greengard

Une « Mary Lyon Centre » a été créée en 2004 sur la génomique fonctionnelle de la souris, situé sur le site de Harwell.
Une médaille à son nom a été créée par la Société de Génétique anglaise, décernée chaque année à partir de 2015.